# Lúpus eritematoso cutâneo subagudo
Lúpus eritematoso cutâneo subagudo (LECS) é um subconjunto clinicamente distinto de casos de lúpus eritematoso, caracterizado por lesões da pele escamosas, que evoluem para lesões anelares policíclicas ou placas semelhantes às placas da psoríase. A doença é mais comum entre mulheres caucasianas entre os 15 e 40 anos de idade. Geralmente estas lesões aparecem em áreas expostas ao sol, como o pescoço ou antebraços, mas não na cara. Está geralmente associada a doenças autoimunes, como a artrite reumatoide ou o síndrome de Sjögren. O tratamento geralmente consiste em evitar e proteger-se do sol e na aplicação de pomadas de corticosteroides.